# Luc Hoffmann
Hans Lukas Hoffmann (Luc) (Basel, 1923 - Arles 2016) was een Zwitserse ornitholoog, natuurbeschermer en 43 jaar lang lid van de raad van bestuur van Hoffmann-La Roche.
Luc Hoffmann was de kleinzoon van Fritz Hoffmann, de grondlegger van het farmacieconcern Hoffmann-La Roche. Hij werd geboren in Basel als de tweede zoon van zakenman en kunstliefhebber Emanuel Hoffmann en beeldhouwster Maja Hoffmann-Stehlin. Zijn vader overleed toen Luc Hoffmann 9 jaar was en zijn oudste broer stierf kort daarna. Zijn moeder hertrouwde met de Zwitserse componist Paul Sacher. Ondanks het grote familievermogen werd Hoffmann sober opgevoed. Als enige overlevende zoon werd van hem verwacht dat hij zou worden klaargestoomd om het farmaciebedrijf te gaan leiden. Maar de plotselinge sterfgevallen waren traumatisch  en Hoffmann was meer geïnteresseerd in natuur en ecologie. Hij besteedde veel tijd aan het observeren van vogels in de omgeving van Basel. Dat leidde op 18-jarige leeftijd tot een eerste wetenschappelijke publicatie "Der Durchzug der Strandvögel in der Umgebung Basels”. Het verscheen in Der Ornithologische Beobachter in 1941.
In 1941 schreef Hoffmann zich in aan de Universiteit van Basel, waar hij botanie en zoölogie studeerde. In 1943 werd hij opgeroepen voor de Zwitserse krijgsmacht, waar hij opklom tot de rang van luitenant. Na afloop van de Tweede Wereldoorlog zette Hoffmann zijn studie voort. Hij promoveerde op een proefschrift over het gedrag van visdiefkuikens Sterna hirundo in de Camargue. De Camargue werd zijn favoriete werk- en woongebied. Hij kocht er in 1948 het domein Tour du Valat (1250 ha) en bouwde dat in de loop der jaren uit tot een internationaal centrum voor ornithologie en ecologie. 
In 1953 huwde hij Daria Razoumovski (1925-2002) dochter van graaf Andrei Razoumovski en prinses Katharina Nikolaievna Sayn-Wittgenstein. Het echtpaar kreeg vier kinderen.

## Tour du Valat
In 1954 richtte Luc Hoffmann het Station de Recherche Biologique de la Tour du Valat op (nu het Institut de recherche pour la conservation des zones humides méditerranéennes) in Sambuc, nabij Arles, in het hart van de Camargue. Het onderzoek is gericht op een beter begrip van het ecosysteem van de Camargue. Zo wordt aangenomen dat de blijvende aanwezigheid van de flamingo (Phoenicopterus roseus) in Frankrijk te danken is aan het conserveringswerk dat door dit station is verricht. Generaties ecologen zijn opgeleid aan de Tour du Valat , waar meer dan zestig doctoraten zijn toegekend voor onderzoek uitgevoerd door studenten van universiteiten in Frankrijk, Duitsland, Zwitserland, Italië, Canada, het Verenigd Koninkrijk en Nederland. Zelf was Hoffmann de auteur van een zestigtal wetenschappelijke publicaties voornamelijk op het gebied van de ornithologie.

## Wereld Natuur Fonds
In 1961 was hij medeoprichter van het Wereld Natuur Fonds (WWF), samen met Peter Scott, Julian Huxley en  Max Nicholson. Als oprichtend lid werd hij tijdens de inaugurele vergadering benoemd tot vicevoorzitter, een functie die hij bekleedde tot 1988. In dit verband droeg hij bij aan de instelling van het Nationaal park Doñana in 1963 in Andalusië. Het is het belangrijkste drasland (wetland) van Spanje en een van de grootste van Europa.

## Conventie van Ramsar
Luc Hoffmann was een van de initiatiefnemers van de Conventie van Ramsar. Op 3 februari 1971, in het Iraanse Ramsar, ondertekenden vertegenwoordigers van 18 landen de tekst van het verdrag . Het Ramsarverdrag beoogt het wereldwijd behoud van natuurlijke hulpbronnen. Het verdrag richt zich op de meest bedreigde groep leefgebieden: de wetlands.

## MAVA Foundation
In 1994 richtte Luc Hoffmann de MAVA Foundation op . De stichting financierde en ondersteunde projecten op het gebied van natuurbehoud en biodiversiteit, met een focus op het Middellandse Zeegebied, West-Afrika, en de Alpen. De naam MAVA Foundation komt van de initialen van de voornamen van zijn kinderen: Maja, André, Véronique, en Amaury Hoffmann. MAVA bevorderde de samenwerking tussen een aantal organisaties op het gebied van natuurbehoud in West-Afrika door de stichting in 2000 van de PRCM, de Regional Partnership for Coastal and Marine Conservation, een netwerk van investeerders en onderzoekers voor het behoud van kwetsbare kustgebieden. In 2022 stopte de stichting met het verstrekken van subsidies. In 2023 werden de activiteiten beëindigd.

## Fondation Vincent Van Gogh Arles
In 2008 nam Luc Hoffmann het initiatief de bestaande Van Gogh Stichting in Arles nieuw leven in te blazen. Yolande Clergue had sinds 1983 veel werk verzet om het werk van Vincent van Gogh in Arles onder de aandacht te brengen. Luc Hoffmann steunde de oprichting van de Fondation Vincent van Gogh en in 2010 ging de stichting officieel van start bij ministerieel decreet. In datzelfde jaar stelde de burgemeester van Arles voor om de Stichting te huisvesten in het Hôtel Léautaud de Donines, een oud gebouw dat sinds de jaren 2000 tot het erfgoed van de stad behoorde. De verbouwingen begonnen in 2011 om het gebouw geschikt te maken als tentoonstellingsruimte.

## Onderscheidingen
Luc Hoffmann ontving tal van onderscheidingen. Hij kreeg eredoctoraten aan de universiteit van Basel, Thessaloniki en de Business School van Lausanne. Hij was erelid van WWF Internationaal. In 2003 werd de leerstoel ‘Luc Hoffmann’ ingesteld bij het Edward Grey Institute of Field Ornithology bij de Universiteit van Oxford
Verder o.a. 
- 1989 Ridder in het Legioen van Eer
- 1989 Commandeur in de Orde van de Gouden Ark
- 1993 Österreichisches Ehrenkreuz für Wissenschaft und Kunst
- 2004 Europese cultuurprijs
- 2007 EuroNatur Award for Environmental Excellence
- 2010 Officier in het Legioen van Eer

- Base de données des élites suisses: 54419
- Bibliothèque nationale de France: cb12891212g (data)
- Gemeinsame Normdatei: 143113224
- International Standard Name Identifier: 0000 0001 2140 8038
- Library of Congress Control Number: n79141121
- Nationale Bibliotheek van Tsjechië: xx0123388
- Nationale Bibliotheek van Israël: 987007277122905171
- Nederlandse Thesaurus van Auteursnamen: 072114444
- Système universitaire de documentation: 143315668
- Virtual International Authority File: 78776270